# Podogryllus
Podogryllus is een geslacht van rechtvleugeligen uit de familie krekels (Gryllidae). De wetenschappelijke naam van dit geslacht is voor het eerst geldig gepubliceerd in 1893 door Karsch.

## Soorten
Het geslacht Podogryllus omvat de volgende soorten:
- Podogryllus altochicapae Otte, 1983
- Podogryllus amplipennis Chopard, 1932
- Podogryllus angolicus Otte, 1983
- Podogryllus aruensis Otte, 1983
- Podogryllus bonga Otte, 1983
- Podogryllus buettikeri Gorochov, 1993
- Podogryllus charliesi Chopard, 1934
- Podogryllus chyulu Otte, 1983
- Podogryllus desultorius Karsch, 1893
- Podogryllus estesi Otte, 1983
- Podogryllus floridus Gorochov, 1996
- Podogryllus latipennis Chopard, 1954
- Podogryllus mistshenkoi Gorochov, 1988
- Podogryllus popovi Gorochov, 1993
- Podogryllus sudanicus Otte, 1983
- Podogryllus teres Schaum, 1853
- Podogryllus unicolor Chopard, 1954
- Podogryllus zambezicus Otte, 1983